# Йельская школа медицины
Йельская школа медицины (англ. Yale School of Medicine) — высшая медицинская школа Йельского университета в Нью-Хейвене, штат Коннектикут (США) была основана в 1810 году как медицинское учреждение Йельского колледжа, которое официально было открыто в 1813 году.
В Йельской медицинской школе расположена одна из крупнейших современных медицинских библиотек Харви Кушинга и Джона Хэя Уитни, имеющая в своих фондах известные исторические коллекции. Основной клинической базой школы медицины является больница Йельского университета Нью-Хейвена. В школе преподают 70 членов Национальной академии наук, 47 членов Национальной академии медицины и 13 исследователей Медицинского института Говарда Хьюза.
В рейтинге US News & World Report Йельская школа медицины занимает 15-е место в США в сфере медицинских исследований, и 49 место по исследованиям в области первичной медико-санитарной помощи.

## Образование
В школе действует «Йельская система», установленная Дином Винтерницем в 1920 году, по которой студенты первого и второго курса не оцениваются в открытую, информация одногрупникам не доступна и они не сравниваются друг с другом. Экзамены по курсу также являются анонимными и предназначены только для самооценки студентов. Успеваемость студентов зависит от участия в семинарах, сдачи квалификационных экзаменов (если студент не сдал экзамен, он обязан встретиться с профессором и организовать альтернативную аттестацию — проходные оценки ему не выставляются), оценок клинического клерка и результатов сдачи Медицинского экзамена Соединённых Штатов Америки на получение лицензии (USMLE). Перед выпуском студенты должны представить диссертацию, основанную на собственном оригинальном исследовании.
Также в Йельской школе медицины проводятся совместные программы с другими подразделениями Йельского университета: доктор юридических наук совместно с Йельской школой права; степень магистра делового администрирования совместно с Йельской школой менеджмента; степень магистра общественного здравоохранения совместно с Йельской школой общественного здравоохранения; ученый или инженер совместно с Йельской высшей школой искусств и наук; магистр богословия совместно с Йельской школой богословия. Студенты, обучающиеся на бесплатном пятом курсе исследований, имеют право на получение степени магистра медицинских наук.
В школе имеется возможность получить ученую степень доктора медицины и степень магистра медицинских наук по программе помощника врача Йельского университета и по онлайн-программе для будущих помощников врача.

## История
В XVIII веке в США для медицинской практики не требовался диплом, тогда, чтобы стать врачами, выпускники Йельского университета проходили стажировку. Открытие медицинской школы для подготовки врачей было задумано президентом Йельского университета Эзрай Стайлзом. В 1810 году преемник Стайлза — Тимоти Дуайт IV основал школу медицины, которая была открыта в 1813 году в Нью-Хейвене. Первыми преподавателями школы медицины стали Натан Смит (медицина и хирургия) и профессор химии Бенджамин Силлиман (фармакология). Другими основателями школы стали Джонатан Найт, который преподавал анатомию, физиологию и хирургию, и Эли Айвз, который преподавал педиатрию.
В медицинской исторической библиотеке школы хранятся седельные сумки с упакованные бумажными пакетами и стеклянными бутылками, которые носил один из первых выпускников Йельского университета доктор Асаф Ливитт Бисселл из Ганновера (штат Нью-Гэмпшир), который в 1815 году был одним из студентов второго выпускного класса школы. После окончания университета доктор Бисселл переехал в Саффилд (штат Коннектикут), на родину своих родителей, где он занимался медицинской практикой в качестве сельского врача до конца своей жизни.
Первоначальное здание школы позже стало Sheffield Hall и частью Шеффилдской научной школы было снесено в 1931 году. С 1860 года школа располагалась в Медицинском корпусе на Йорк-стрит, а в 1925 году школа переехала в нынешний кампус по соседству с больницей. Этот кампус включает Медицинский корпус Стерлинга, Центр молекулярной медицины Бойера (1991, спроектированный архитектором Сесаром Пелли), Центр Анлиана (2003, архитекторы Пайетт Вентури и Дениз Скотт-Браун) и Amistad Building (2007, архитектор Герберт Ньюман). 